# Філевська Тетяна В'ячеславівна
Тетяна Філевська (28 березня 1983, Київ) — українська культурна діячка, кураторка, артменеджерка, дослідниця творчості Казимира Малевича. Креативна директорка Українського інституту. Авторка книжок про Казимира Малевича та Дмитра Горбачова: «Казимир Малевич. Київський період 1928—1930», «Казимир Малевич. Київський аспект» та «Дмитро Горбачов. Случаї». Креативна продюсерка документального фільму «Малевич. Народжений в Україні» (2019) та художнього фільму «Малевич» (2024). Кураторка численних культурних проєктів в Україні та за кордоном, зокрема Венеційської бієнале (2022, 2025). Активно займається дослідженням українського мистецтва XX століття та культурною дипломатією.

## Освіта
Тетяна Філевська закінчила філософський факультет Київського національного університету імені Тараса Шевченка у 2005. Є випускницею програми FLEX (1998/1999), що фінансується урядом США, семінару «Відповідальне лідерство» Аспен Інституту Київ (2021) та менторської програми Harvard Kennedy School Women's Network Ukraine (2021-2022). Членкиня міжнародних організацій із дослідження історії мистецтва та збереження культурної спадщини: SHERA, ICOM, CAA.

## Кар'єра
Працює у сфері культури понад 20 років. Працювала у фонді сучасного мистецтва ЕЙДОС, Центрі сучасного мистецтва (CSM), Платформі культурних ініціатив ІЗОЛЯЦІЯ (2015—2016 рр.), в команді Мистецького Арсеналу над освітньою та публічною програмою Першої Київської бієнале сучасного мистецтва ARSENALE 2012.  Співзасновниця ГО Інститут Малевича, що сприяє дослідженню творчості Казимира Малевича та українського авангарду. З 2018 року є креативною директоркою Українського Інституту — провідної державної установи України, що займається культурною дипломатією. Викладає в Національній музичній академії України імені П.Чайковського, ⁣⁣Українському католицькому університеті, Дипломатичній академії України імені Геннадія Удовенка та читає лекції як запрошена лекторка.

## Дослідницькі та кураторські проєкти
Комісарка українського національного павільйону на 19-й Міжнародній архітектурній бієнале у Венеції (2025)
У 2025 році виступила комісаркою українського національного павільйону на 19-й Міжнародній архітектурній бієнале у Венеції. Павільйон під назвою «DAKH (ДАХ): Vernacular Hardcore» досліджував архітектуру як інструмент спільнотного спротиву, збереження та відновлення. Центральним елементом експозиції стала інсталяція у формі традиційного українського даху, створена художницею Богданою Косміною. До складу експозиції також увійшли: матеріали з «Атласу традиційного українського житла», зібраного трьома поколіннями жінок-архітекторок родини Косміних, ШІ‑аватар етнографки Тамари Косміної, фотографії волонтерських ініціатив з відновлення покрівель та комунальних працівників Миколаївського водоканалу, а також звукова інсталяція «Купол дронів», натхненну волонтерськими ініціативами зі створення безпілотників.
Кураторка виставки «Ломикамінь. Жіночий спротив у Криму» (2024)
У 2024 році Тетяна Філевська була кураторкою виставки «Ломикамінь. Жіночий спротив у Криму», яка присвячена ролі жінок у спротиві російській агресії через особисті історії, мистецькі практики та активістські щоденники. На виставці представлені роботи: Алевтини Кахідзе, Марії Куліковської, Лії Достлєвої, Юлії По, Еміне Зіятдінової й артефакти активісток руху спротиву «Зла Мавка». Назва виставки натхненна кримською ендемічною квіткою Saxifraga («ломикамінь»), яку Леся Українка описала у своїй поезії як символ життєстійкості серед каміння. У жовтні 2024 року каталог виставки увійшов до португальської муніципальної бібліотеки під час офіційного візиту Олени Зеленської.
Консультантка фільму «Малевич» (2024)
Тетяна Філевська є історичною консультанткою та креативною продюсеркою художнього біографічного фільму «Малевич» режисерки Дарії Онищенко, прем'єра якого відбулася 1 листопада 2024 року на Київському міжнародному кінофестивалі «Молодість». Стрічка художньо осмислює біографію Казимира Малевича з акцентом на його український період і культурний контекст.
Кураторка публічної програми Українського павільйону на 59-й Венеційській бієнале (2022)
У 2022 році виступила кураторкою та модераторкою публічної програми Українського павільйону на 59-й Венеційській бієнале під назвою «Decolonising Art. Beyond the Obvious». Програма включала серію міждисциплінарних лекцій, дискусій, виступів, що зосереджувалися на деколоніальному погляді на Україну та Східну Європу. Програма тривала з квітня по листопад 2022 року та складалася з чотирьох тематичних модулів: деколонізація мистецтва, мистецтво як зброя і мішень, маргіналізовані мистецькі наративи та деколонізація мистецьких інституцій. До числа спікерів увійшли українські й іноземні дослідники, куратори, художники та культурні менеджери, зокрема Сергій Плохій, Олеся Островська-Люта, Борис Філоненко, Лія Достлєва, Куба Снопек, Йоанна Варша, Гедвіг Фієн, Нанне Буурман та інші.
Креативна продюсерка фільму «Малевич. Народжений в Україні» (2019)
Тетяна Філевська є авторкою сценарію та креативною продюсеркою документального фільму «Малевич. Народжений в Україні», режисера Володимира Луцького, присвяченого українському періоду життя Казимира Малевича. Фільм досліджує національну ідентичність художника та культурне середовище Києва 1920-х років.
Дослідницька резиденція в музеї Стеделік та Фонді Харджиєва (Амстердам, 2018)
Тетяна Філевська працювала з колекцією творів Казимира Малевича та архівом Харджиєва в колекції музею Стеделік в Амстердамі. 

## Наукова та публіцистична діяльність
Книги, написані та упорядковані Тетяною Філевською:
1. Казимир Малевич. Київський період 1928—1930. Київ: Родовід, 2016.
2. Горбачов, Д. Случаї / Упорядниця: Тетяна Філевська. Київ: Артбук, 2017.
3. Казимир Малевич. Київський аспект. Київ: Родовід, 2019. (мови: українська, English).
4. Ломикамінь. Жіночий спротив у Криму. Каталог виставки, Представництво президента України в АР Крим, 2024.
5. Kazimir Malevich. Kyiv Period 1928—1930. Kyiv: RODOVID/kmbs, 2017.
6. Kazimir Malévitch. La Période Kiévienne 1928—1930. Kyiv: RODOVID, 2018.
7. Malevich and Cinema. Ukrainian Context. Kyiv: Dovzhenko Center, 2022. (Publication postponed).
8. Decolonising Art: Beyond the Obvious. Kyiv: IST Publishing, 2025. (Ukrainian and English edition).

Академічні статті:
1. Teaching Is Impossible; Learning Is Not: Volodymyr Tatlin at the Kyiv Art Institute, in Tatlin: Kyiv. Kyiv: Rodovid, 2025.
2. Ivan Vrona — Kulturtraeger of the Erased Time, in Entangled Art Histories in Ukraine, edited by Stefaniia Demchuk and Illia Levchenko. London: Routledge, 2025.
3. Embroidered Avant-garde: Experiment in Verbivka, in Cosmos Inside: Naive and Art of Outsiders in Ukraine and the World: Definitions, Historical Context, Research Cases, edited by Alisa Lozhkina. Kyiv: Artbook, 2020, pp. 87–95.
4. Kazimir Malevitch, professeur au «Bauhaus de Kiev», in La politique de Malevitch, sous la direction d'Olivier Camy et Cécile Pichon-Bonin. Collection «Transferts». Tusson, Charente: Du Lérot éditeur, 2019, pp. 27–37.
5. O awangarzie. Rozmowa Tetiany Filewskiej z profesorem Andrzejem Turowskim, in Kultura miejsca. Studia ofiarowane Prof. Wojciechowi Włodarczykowi, pod redakcją Waldemara Baraniewskiego i Piotra Słodkowskiego. Warszawa: Akademia Sztuk Pięknych w Warszawie, 2019, pp. 14–55.
6. Category of Ugly in Aesthetics: From Rozenkranz to Eco, in Shevchenkivska Vesna (International Conference). Kyiv, 2008, pp. 17–23.
7. From Beautiful to Ugly: Transformation of Model of Perception in Art, in Audience in Art: Interpretation and Creativity (Scientific Conference, March 2007). Saint Petersburg, 2007, pp. 43–58.
8. To the Question of Paradigm of Understanding of Beautiful in Oriental Aesthetic Tradition, in Aktualni filosofski ta kulturologichni problem suchasnosti (Almanah), no. 20. Kyiv, 2007, pp. 27–36.
9. Category of Beautiful: Collisions of Questioning in Aesthetic Theory, in Humanitarian Bulletin, no. 2. Kharkiv, 2006, pp. 65–81.
10. Classical Basis of Non-Classical Aesthetics, in Contemporary Art — New Territories (International Scientific Conference). Kyiv, 2006, pp. 105—118.
11. Category of Measure: Aesthetic Analysis, in Aktualni filosofski ta kulturologichni problem suchasnosti (Almanah), no. 15. Kyiv, 2005, pp. 37–52.

Медіапублікації:
1. Останнє інтерв'ю мисткині Людмили Семикіної. Історична правда, 3 травня 2024
2. Malevich as a Professor of the Kyiv Bauhaus. Artdependence Magazine, 12 March 2018
3. М'яка дипломатія по-російськи. Korydor, 10 березня 2017
4. The Champion of Avant-garde. Ukrainian Week, 3 March 2017
5. Що ми зрозуміли про Малевича у 2016-му. Українська правда, 29 грудня 2016
6. Все, що ви хотіли знати про «Чорний квадрат», але боялись запитати. Українська правда, 24 червня 2015
7. Венеційська бієнале: український слід. Korydor, 18 травня 2015

Інтерв'ю із Тетяною Філевською:
1. Леся Україна та жіночий спротив у Криму. Огаркова, Філевська. Подкаст 19 червня 2025 року.
2. ДАХ є проєктом про зв'язки, що дозволяють життю тривати попри геноцидальну війну Росії — комісарка павільйону України на Венеційській бієнале. Interfax-Україна, 12 травня 2025.
3. Malevych: the Ukrainian avant-garde genius. Podcast Ukraine-World, 2 квітня 2025.
4. Бренд України: Тетяна Філевська про те, як працює культурна дипломатія. Український тиждень, 2 березня 2025.
5. Деколонізація потребує стільки часу, скільки тривала колонізація, — Тетяна Філевська. Інтент, 30 квітня, 2025.
6. Тетяна Філевська: «Найважливіше для української культури почалося з 2014-го» — «(не)Безпечна країна». Українська правда. Podcast. 25 лютого 2024.
7. Тетяна Філевська: «Вдавати, що в нас не було авангарду, — це як сказати, що у мене підліткового періоду не було». The Ukrainians, 20 лютого 2024.
8. Деколонізація — головна тема української культурної політики. Українська правда, 24 квітня 2023.
9. Artistic avant-garde in Ukraine, fascinating and unique — with Tetyana Filevska. Podcast Ukraine-World, 1 липня 2022.